# Eudonia manganeutis
Eudonia manganeutis là một loài bướm đêm trong họ Crambidae.